# الصیادی
الصیادی (به عربی: الصیادی) یک روستا در سوریه است که در استان ادلب واقع شده‌است. الصیادی ۸۳۵ نفر جمعیت دارد.